# Four Pink Walls
Four Pink Walls è l'EP di debutto della cantante canadese Alessia Cara, pubblicato il 26 agosto 2015 dalla Def Jam Recordings.

## Pubblicazione
La pubblicazione dell'EP era inizialmente prevista per il 28 agosto 2015, ma la data è stata successivamente spostata al 26 agosto. Alessia ha detto: «Eravamo tipo ''facciamolo e basta. Non ce la faccio più, voglio solo pubblicare tutto'', quindi l'ho fatto ... Ho pensato che sarebbe stato bello sorprendere tutti.» La copertina del disco è stata scattata con l'iPhone della cantante. In Nord America, Four Pink Walls ha raggiunto l'undicesima posizione della Canadian Albums e la trentunesima della Billboard 200, mentre in Nuova Zelanda, l'album ha raggiunto la ventunesima posizione.

## I brani
La prima traccia, Seventeen, è una mid-tempo pop/R&B. Si tratta di un brano nostalgico che Alessia ha scritto a 18 anni e che parla della sua infanzia e del suo desiderio di voler smettere di crescere. In studio di registrazione, è stato il padre della cantante a proporre quest'idea, perciò la canzone comincia con «Mio padre dice che la vita ti travolge». La seconda traccia, Here, è una midtempo alternative R&B ed è stata pubblicata come primo ed unico singolo dell'EP. Il brano descrive il disagio che la cantante ha provato ad una festa dove non si è sentita a suo agio. Seguono Outlaws e I'm Yours, canzoni d'amore dal sound pop. La quinta ed ultima traccia è Four Pink Walls, che ha dato il nome all'EP. Il testo parla del desiderio di Alessia di diventare una cantante al di fuori dei ''quattro muri rosa” della sua cameretta. Tutte le canzoni dell’EP sono state scritte in gran parte prima che firmasse il contratto discografico.

## Accoglienza dalla critica
| Recensione    | Giudizio |
| ------------- | -------- |
| AllMusic      |          |
| Exclaim!      | 7/10     |
| Pitchfork     | 6.6/10   |
| Rolling Stone |          |

Four Pink Walls ha ricevuto recensioni generalmente positive dai critici musicali. Su Metacritic, sito che assegna un punteggio normalizzato su 100 in base a critiche selezionate, l'album ha ottenuto un punteggio medio di 74.

## Tracce
1. Seventeen – 3:33 (Alessia Caracciolo, Andrew Wansel, Warren Felder, Coleridge Tillman, Samuel Gerongco, Robert Gerongco, William Robinson Jr., Ronald White)
2. Here – 3:19 (Caracciolo, Wansel, Felder, Tillman, S. Gerongco, R. Gerongco, Terence Lam, Isaac Hayes)
3. Outlaws – 3:23 (Caracciolo, Wansel, Felder, Tillman, S. Gerongco, R. Gerongco)
4. I'm Yours – 3:49 (Caracciolo, Wansel, Felder, Tillman)
5. Four Pink Walls – 3:33 (Caracciolo)

## Classifiche
| Classifica (2015) | Posizione massima |
| ----------------- | ----------------- |
| Canada            | 11                |
| Nuova Zelanda     | 21                |
| Stati Uniti       | 31                |